# Drzewo Życia (religia)

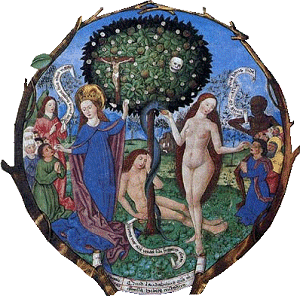
Drzewo Życia w biblijnym raju (Berthold Furtmeyr „Salzburger Missale” – rycina z XV w.)

Drzewo Życia – biblijne rajskie drzewo, którego owoce miały zapewniać nieśmiertelność. Mimo iż ozdobne drzewo jako motyw mitologiczny występowało w wierzeniach wielu ludów – w czasach prehistorycznych w Mezopotamii, a w starożytności między innymi w Egipcie, Grecji, Babilonii, Persji i Indiach – to Drzewo Życia jest symbolem odnajdywanym dopiero w świętych księgach judaizmu (hebr.: Ec ha-Chajim; jid.: Ejc Hachajim), a także chrześcijaństwa (łac.: Arbor Vitae vel Arbor Crucis i Crux Florida), które widziało w nim prefigurację ukrzyżowanego Mesjasza. Drzewo Życia postrzegane jako wzorzec kulturowy symbolizowało wieczne odradzanie się przyrody, a równocześnie przemijanie ludzkiego losu. Drzewo czerpało z czterech żywiołów: jego korzenie korzystały z ziemi i wody, a pień i korona z powietrza i promieni słońca. Dla chrześcijan utożsamiane z nim drzewo krzyża jest miejscem, w którym śmierć stała się początkiem życia.

## Motyw drzewa w wierzeniach
Motyw drzewa łączącego różne światy występuje w wielu religiach – w mitologii hinduskiej był nim święty figowiec pagodowy (Ficus religiosa), w mitologii ludów nordyckich jesion Yggdrasil (Igdrasil) ucieleśniający oś świata i związaną z nią koncepcję drzewa kosmicznego. Motyw odwróconego drzewa kosmicznego znali Lapończycy. Motyw cudownego drzewa, obdarzonego mocą udzielania nieśmiertelności, można odnaleźć także w greckim micie o Heraklesie, który podczas wykonywania jednego z dwunastu niebezpiecznych czynów ruszał na wyprawę po złote jabłka chronione przez Hesperydy. W tradycji Jakutów święte drzewo było „tak stare, że jego wieku nie można było liczyć w stuleciach. Jego korzenie rozciągały się na niższy świat, a korona przebijała dziewięć niebios. Długość każdego liścia liczyła siedem sążni, a jej szyszki, jej owoce, dziewięć sążni”. Motyw drzew stanowiących siedzibę ludzkich dusz i bóstw był wśród ludów bardzo powszechny. W starożytnym Egipcie za dom bogów uznawany był święty figowiec sykomora (Ficus sycomorus). Motyw drzewa stanowiącego pomost z innym światem znali także Aborygeni australijscy i Chińczycy. Ludy słowiańskie uznawały gaje dębowe za miejsca objawień bóstw.

## Motyw mitologiczny w Mezopotamii
Idea świętego drzewa łączącego różne światy pozostawała z silnym związku z motywem drzewa/rośliny symbolizującej przemijanie ludzkiego życia, a równocześnie
nieustanne odradzanie się przyrody.

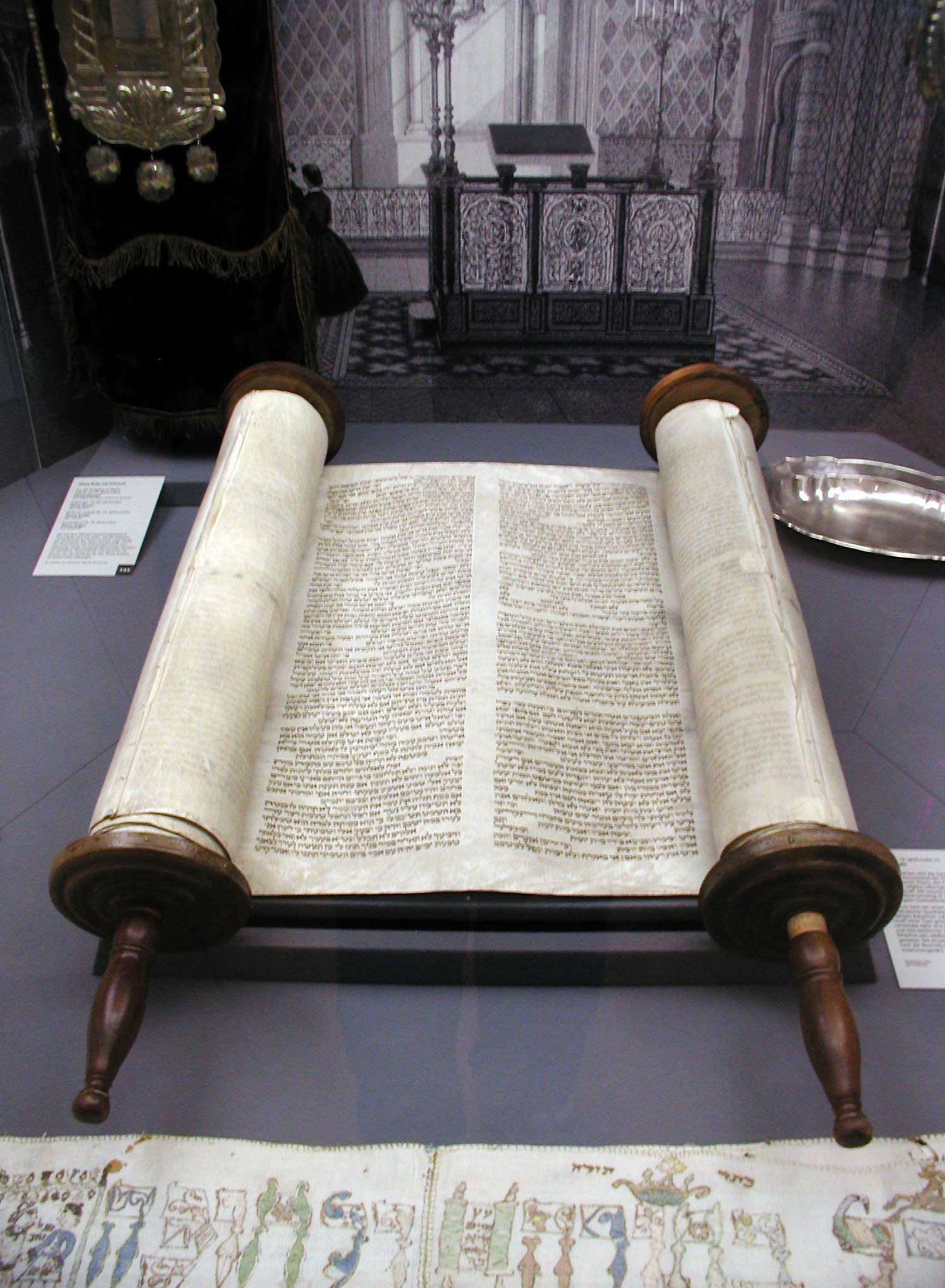
Zwój Tory z synagogi w Kolonii

Akadyjski Epos o Gilgameszu opisuje bohatera, który poruszony śmiercią przyjaciela wyrusza na poszukiwanie nieśmiertelności. Odkrywa roślinę, która po zjedzeniu ma odmładzać i czynić nieśmiertelnym. Nieuwagę bohatera wykorzystuje jednak wąż i zjada roślinę. Stylizowane, ozdobne, darzone czcią sacrum drzewo funkcjonowało jako motyw w sztuce prehistorycznej Mezopotamii. Jest spotykany wśród odkrytych na terenie dawnej Mezopotamii artefaktów datowanych na czwarte tysiąclecie p.n.e., a także wśród późniejszych – datowanych na drugie tysiąclecie p.n.e. – zabytków z terenów ówczesnej ekumeny starożytnego Bliskiego Wschodu, w tym z terenu Egiptu, Grecji czy cywilizacji doliny Indusu. Znaczenie motywu nie zostało przez naukowców wyjaśnione i nie może być traktowane jako udokumentowanie istnienia pojęcia Drzewa Życia w starożytnej Mezopotamii, lecz w swojej istocie wykazuje uderzające podobieństwo do pojawiającego się później w kulturze judaistycznej, chrześcijańskiej, muzułmańskiej i buddyjskiej motywu Drzewa Życia. Motyw mitologiczny z Mezopotamii jest przez naukowców określany odrębnym terminem „święte drzewo”. Prawdopodobnie prehistoryczny irański mit sakralny łączący w sobie Indo-Irańskie oraz semickie mity legł u podstawy koncepcji potężnego drzewa, które miało sięgać nieba lub które samo miało tworzyć sklepienie nieba z ulokowanym na nim słońcem i rodzić owoce dające nieśmiertelność. Chaldejczycy znali historię olbrzymiego drzewa rosnącego w Eridu, które było strzeżone przez słoneczne ptaki, a w drugim tysiącleciu p.n.e. znano motyw palmy rodzącej owoce.

## Judaizm

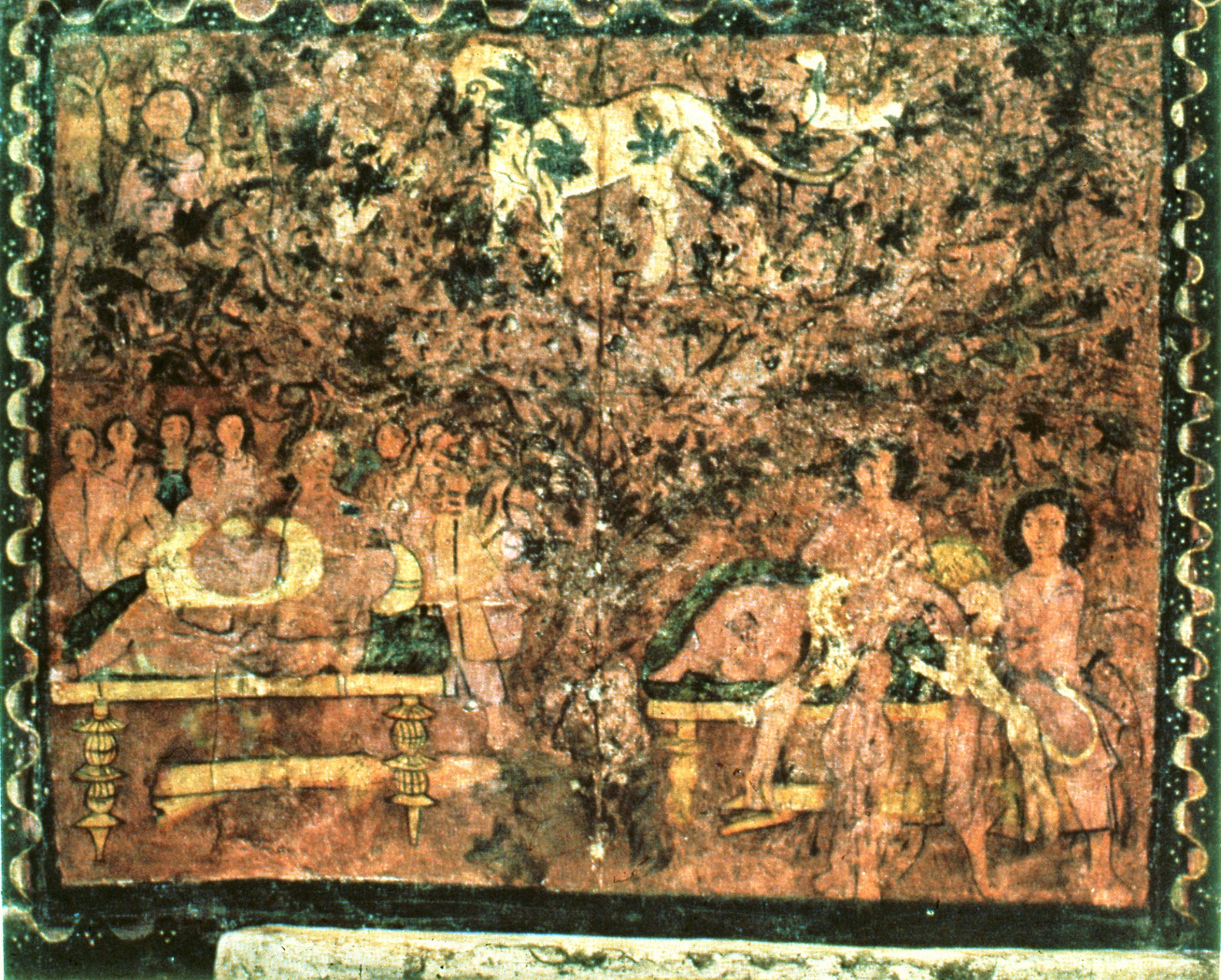
Motyw drzewa na polichromii synagogi w Dura Europos (III w.)

Drzewo Życia rosnące w środku raju pojawia się w Księdze Rodzaju trzykrotnie. Adam po zjedzeniu owoców z drzewa poznania dobra i zła został z raju wygnany, by nie zjadł również owoców z Drzewa Życia, dzięki czemu zyskałby nieśmiertelność. W Księdze Przysłów Drzewo Życia jest metaforą mądrości i sprawiedliwości, zaś w midraszach, apokryfach i pseudoepigrafach stało się motywem rozwiniętym o realnym charakterze. Poszczególni autorzy podawali różne rzekome szczegóły, ale zdarzały się także opisy alegoryczne. Drzewo Życia symbolizowało Torę jako „wieczne życie zasadzone w naszych umysłach”. To z tego powodu drzewce zwoju Tory zostały nazwane acej chajim (liczba mnoga od hebr. ec chajim = drzewo życia), zaś umieszczone na nich zdobienia symbolizujące owoce granatu: rimmonim (l.mn. hebr. = owoce granatu). W glinianych artefaktach znalezionych w pozostałościach po ołtarzu kadzielnym w Taanak koło Megiddo odkryto datowany na VIII wiek p.n.e. relief przedstawiający drzewo życia z dwoma koziorożcami. Motyw Drzewa Życia został także zidentyfikowany wśród zachowanych malowideł ściennych wokół niszy aron ha-kodesz synagogi, wzniesionej w latach 244–245, w Dura Europos na terenie obecnej zachodniej Syrii.

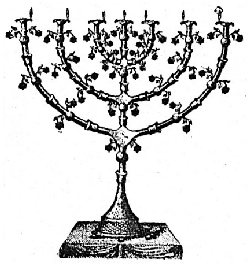
Menora jako Drzewo życia

Eschatologiczne wyobrażenia lokowały Drzewo Życia jako istotny element Przyszłego Świata (Olam ha-Ba), w którym sprawiedliwi będą mogli spożywać jego owoce. Psalm 1 (Ps 1,3) wspomina o Drzewie Życia, które zostało zasadzone nad płynącą wodą, a Księga Ezechiela (Ez 47,12) uzupełnia, że w dniu zmartwychwstania jego owoce się nie wyczerpią, a liście nie zwiędną i będą służyły za lekarstwo. Drzewo Życia można odnaleźć w tytułach pism religijnych („Ec Chajim”, „Ec ha-Chajim”). W kabale było ujmowane w kategoriach mistyczno-alegorycznych. Autorem obszernej publikacji kabalistycznej „Ec Chajim” (pol. Drzewo Życia) był żyjący na przełomie XVI i XVII wieku rabin i kabalista Chaim ben Josef Vital. Mojżesz Kordowero, XVI-wieczny kabalista, twierdził, że Drzewo Życia wzmaga podwójny ruch światła – rozjaśnia je światło proste (hebr. or jaszar), a równocześnie światło odbite (hebr. or chozer) i tworzy, tworząc istotę bożej obecności. Z kolei ów przepływ światła miał wpływać na zdolność kreacyjną każdej z sefir.
Drzewo Życia jest także symbolicznie przedstawiane w stylizowanym kształcie menory, bywa motywem wykorzystywanym w synagogach w zdobieniach bim i aron ha-kodesz, a zestawiane w kultowej sztuce żydowskiej w układzie z lwem i jednorożcem mogło symbolizować potęgę odbudowanego i zjednoczonego królestwa Izraela.

## Islam
Opisywane w Koranie rajskie „drzewo wieczności” (lub „drzewo nieśmiertelności”, lub „drzewo nieśmiertelności i mocy”) łączy w sobie motyw Drzewa Życia z motywem Drzewa poznania dobra i zła i jest metaforą nieposłuszeństwo człowieka wobec Boga. Iblîs nie kusi Adama i Ewy możliwością poznania (wiedzy), ale nieśmiertelnością. Karą, podobnie jak w narracji biblijnej, jest wygnanie z raju.

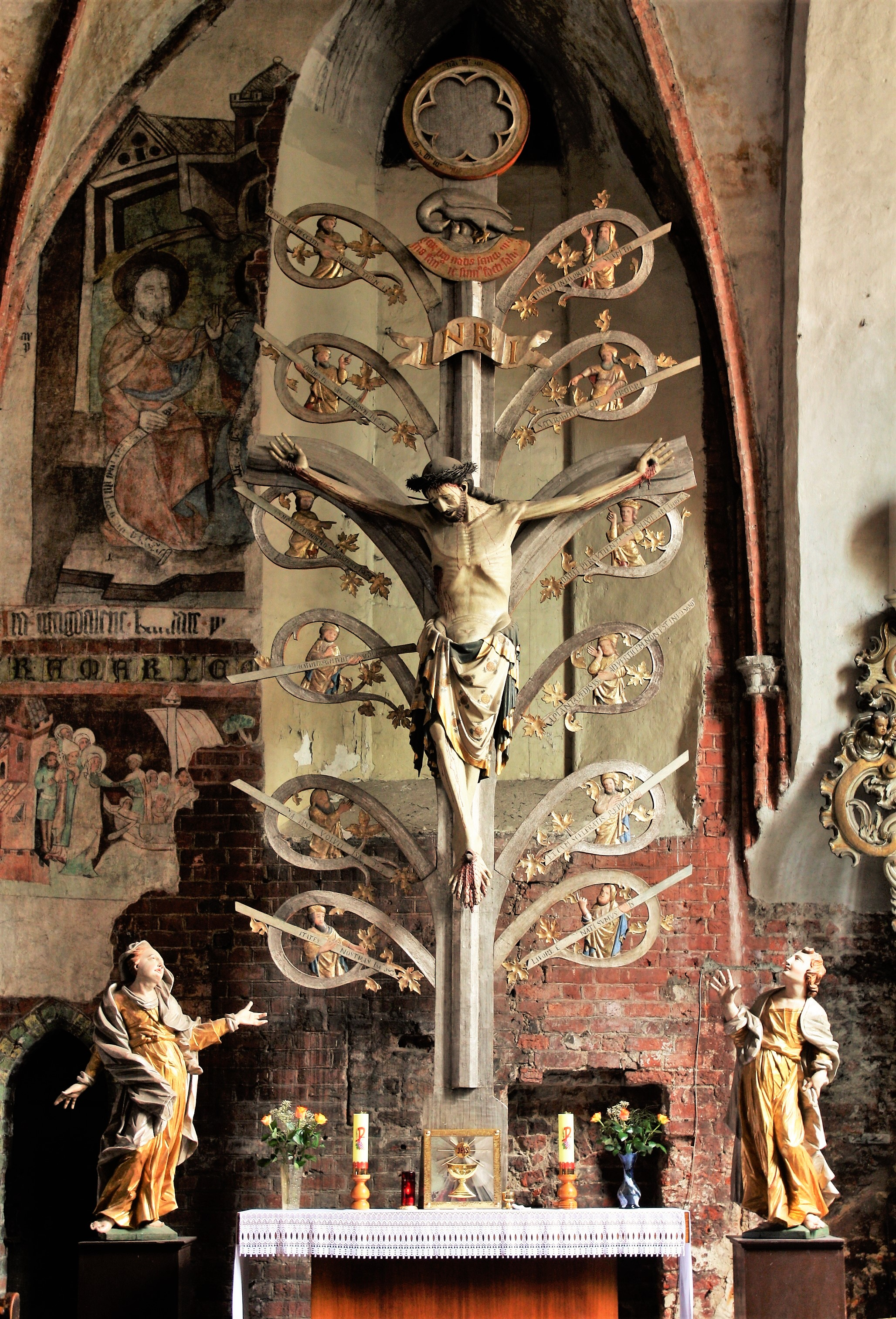
Drzewo życia – krucyfiks gałęziowy Kościół św. Jakuba w Toruniu (koniec XIV w.)

## W tradycji chrześcijańskiej
Chrześcijanie już od pierwszych wieków widzieli w Starym Testamencie liczne prefiguracje ukrzyżowanego Mesjasza. Pisarz wczesnochrześcijański Justyn Męczennik w spisanym w II wieku „Dialogu z Żydem Tryfonem” twierdził, że zasadzone w raju „drzewo życia” było zapowiedzią Jezusa Chrystusa. Justyn wskazuje szereg symbolicznych nawiązań do drzewa, które miały się odnosić do Chrystusa – proroctwo Izajasza, że „wyrośnie różdżka z pnia Jessego”, psalm Dawida, w którym wskazuje, że wysławiany w nim „prawy człowiek” będzie «jak drzewo zasadzone nad płynącą wodą, które wydaje owoc w swoim czasie, i którego liście nie więdną», proroctwo Jeremiasza: «Ja zaś jak potulny baranek, którego prowadzą na zabicie, nie wiedziałem, że powzięli przeciw mnie zgubne plany: Zniszczmy drzewo wraz z jego mocą, zgładźmy go z ziemi żyjących, a jego imienia niech nikt już nie wspomina!». Justyn nawiązuje także do laski, którą Mojżesz otworzył Morze Czerwone (por. Wj 14, 16. 21) i którą na pustyni wyprowadził wodę ze skały (por. Wj 17, 5–6). Powyższe nawiązania ułatwiała Septuaginta, w której „drzewo” (ξύλον = xylon) łączono zwykle z „drzewem życia”.
Żyjący w II wieku Ireneusz z Lyonu, ojciec Kościoła, męczennik chrześcijański, święty Kościoła katolickiego i prawosławnego także nawiązywał do symboliki drzewa jako krzyża oraz idei drzewa kosmicznego; przedstawiał biblijne rajskie drzewo jako figurę krzyża Jezusa: „To przekroczenie, które zostało popełnione przy pomocy drzewa, zostało usunięte przez posłuszeństwo, przez które posłuszny Bogu Syn Człowieczy przybity został do drzewa odrzucając poznanie zła, a wprowadzając poznanie dobra” („Wykład nauki apostolskiej”, XXXIII-XXXIV).
Wczesnochrześcijańską egzegezę potwierdzał pośrednio także krytyk Kelsos z Aleksandrii. W „Prawdziwym słowie” łączył drzewo krzyża z drzewem życia: „Jest tam drzewo życia, jest tam zmartwychwstanie ciała za sprawą drzewa; dlatego sądzę, że ich nauczyciel został przybity do krzyża, a z zawodu był cieślą”. Gnostycka „Ewangelia Filipa” podaje ów związek wprost: „Józef, cieśla, zasadził ogród, gdyż potrzebował drzewa dla swego rzemiosła. On to jest tym, który wyciosał krzyż z drzew, które zasadził. Jego potomek zawisł na tym, co on zasadził. Jego potomkiem był Jezus, zaś sadzonką krzyż”. Związek obu drzew opisuje także oparta na apokryfach („Życie Adama i Ewy”, „Księga Jubileuszów”, „Ewangelia Nikodema”) legenda, według której drewno, z którego wykonano krzyż Jezusa, zostało pozyskane z trzech drzew, które wyrosły z nasion otrzymanych przez Seta tuż przed śmiercią swego ojca – Adama. Związek drzewa rajskiego z drzewem krzyża Jezusa wskazuje także w pochodzącej z III wieku homilii paschalnej Pseudo-Hipolit.

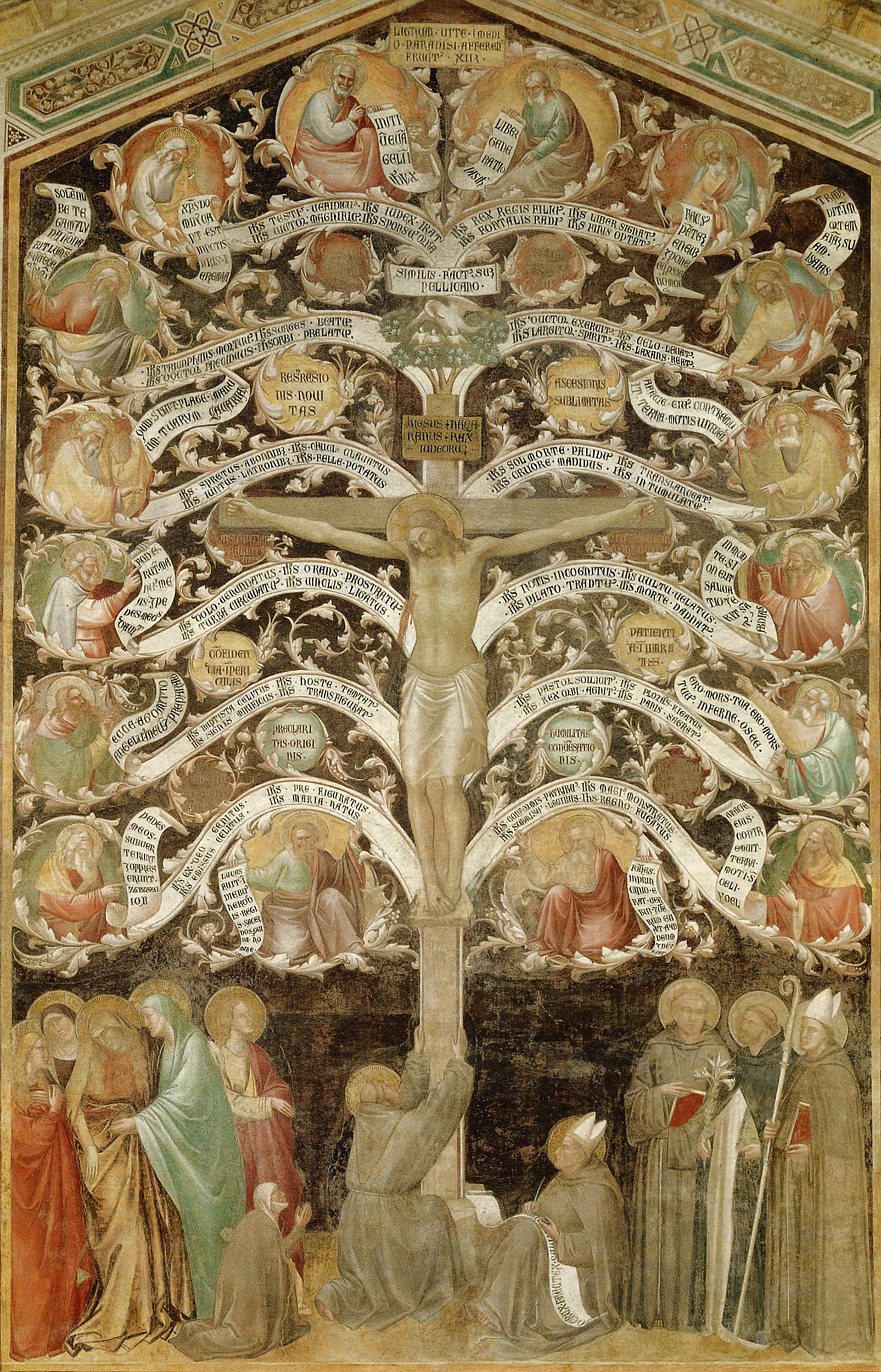
Drzewo życia – fresk Taddeo Gaddiego z kościoła Santa Croce we Florencji (1360)

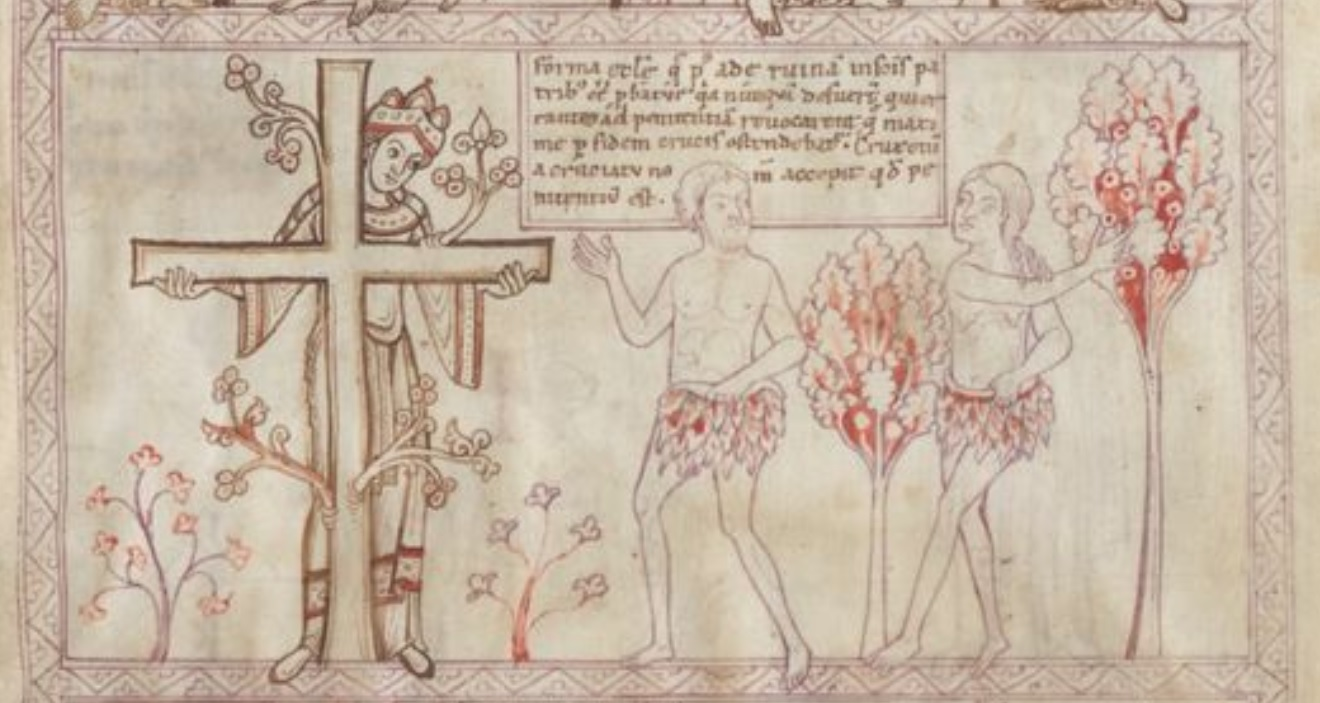
Miniatura z „Dialogus de laudibus sanctae crucis” (Pochwała Krzyża; Ratyzbona, 1170-1180): Krzyż jako kwitnące Drzewo życia. Tekst brzmi: „Kościół oferuje ludzkości kwitnące drzewo życia krzyża”

Efrem Syryjczyk, kaznodzieja, diakon, poeta i komentator Pisma Świętego, pisał w IV wieku: „Słowo Boże jest drzewem życia namalowanym rozlicznymi kolorami, które z każdej strony podaje ci błogosławiony owoc (...) Każdy może z niego czerpać tyle, ile potrafi”. Nazywał Drzewo Życia „Słońcem Raju”, przed którym wszystkie inne drzewa się kłaniały. Ignacy Antiocheński, biskup Antiochii, męczennik chrześcijański i święty Kościoła katolickiego oraz prawosławnego, jeden z pierwszych ojców Kościoła, porównywał krzyż do drzewa, którego gałęzie stanowią chrześcijanie, rodzący owoce. Krzyż jako Arbor Vitae vel Arbor Crucis i Crux Florida funkcjonował także w sztuce wczesnochrześcijańskiej.
Święty Bonawentura OFM napisał w XIII wieku rozważanie religijne przedstawiające historię Jezusa Chrystusa, zobrazowaną przez autora w formie Drzewa Życia. Historia miała przeznaczenie dydaktyczne, a metafora miała pomóc zapamiętanie i zrozumienie jej przez wiernych. W narracji Bonawentury z pnia drzewa wyrastało na 3 poziomach (symbolizowanych przez 3 części dzieła) 12 gałęzi z 48 liśćmi i 12 owocami. Każdy liść odpowiadał jednej cnocie lub wydarzeniu z życia Chrystusa i stanowił w historii jeden werset. Z kolei 4 wersety składały się w całość stanowiącą zwrotkę. Po prologu, składającym się z trzech zwrotek, następują opisy poszczególnych rozgałęzień. Najniższe rozgałęzienie opisane w pierwszej części historii opowiada o pochodzeniu i życiu Chrystusa, kolejne (stanowiące część drugą) opisuje elementy męki, a najwyższe opisane w części trzeciej – tajemnice uwielbienia. „Drzewo Życia” św. Bonawentury cieszyło się znacznym uznaniem i było wielokrotnie przerabiane i rozpowszechniane. Stanowiło wzór do naśladowania w twórczości pisarskiej i inspirację do powstawania dzieł malarskich przedstawiających mistyczne Drzewo Życia, a nawet zostało opracowane muzycznie i dopasowane do śpiewu. Dzieło Bonawentury zachowało się w 175 kodeksach – najczęściej zatytułowanych „Lignum vitae”, ale także „Arbor crucis”, „Tractatus de arbore crucis”, „Arbor vitae”, „Fasciculus myrrhae” lub „Contemplatio de passione Domini”. Kodeks przechowywany w Darmstadzie zawiera graficzne zobrazowanie Drzewa oraz zapis jednej z dwóch zachowanych wersji melodycznych do śpiewu. Druga wersja melodyczna zawarta jest w kodeksie berlińskim. Brakuje potwierdzeń, czy któraś z wersji może być autorstwa świętego. Sugestia taka zachowała się w kronikach dominikanina Bartłomieja z Acqui.

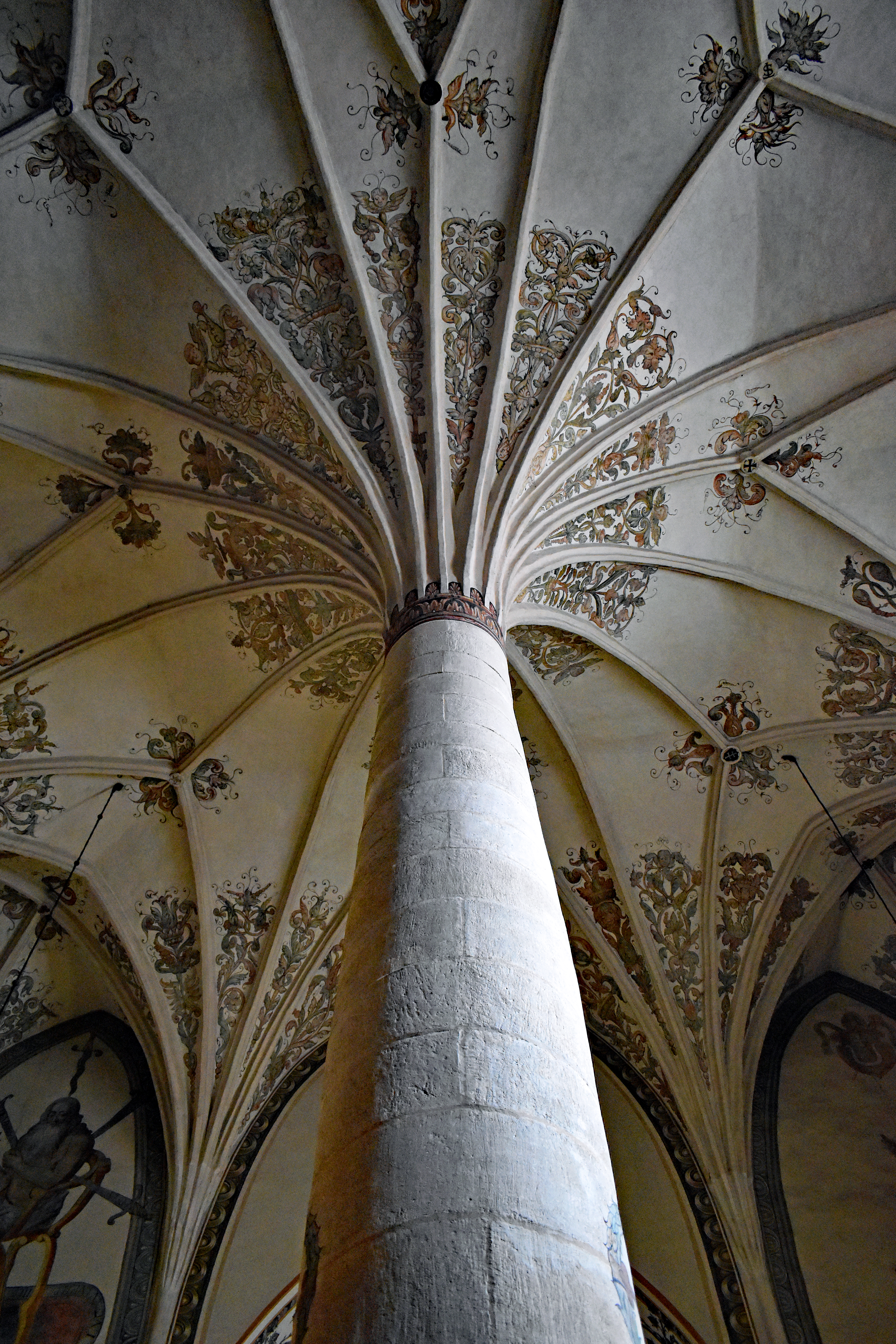
Sklepienie palmowe nawy i centralny filar gotyckiego kościoła Świętego Krzyża w Krakowie

W wiekach średnich, pod wpływem dzieła Bonawentury, rozpowszechniło się obrazowanie krzyża jako Drzewo Życia w formie ulistnionego pnia z gałęziami, owocami i sękami. Z tego powodu te wyobrażenia krzyża nosiły nazwę „krucyfiksy gałęziowe”. Przybierały postać palmy lub krzewu winnego. Do zachowanych przykładów zaliczane są: krucyfiks gałęziowy w kościele św. Jakuba w Toruniu (koniec XIV w.), Mszał z Reims (1285–1297), XIV-wieczne malowidło tablicowe Pacino di Bonaguida oraz datowany na ok. 1360 fresk Taddeo Gaddiego z kościoła Santa Croce we Florencji, fresk z klasztoru franciszkańskiego w Pistoi (ok. 1386), a także malowidło ścienne w klasztorze augustianów w Roudnicy nad Labem (około 1360). Drzewo Życia wyrastające z krzyża obrazuje także, datowana na lata 1100–1125, mozaika umieszczona w kopule absydy bazyliki św. Klemensa w Rzymie. Motyw Drzewa Życia jest obecny także wśród zachowanych polskich zabytków sztuki romańskiej i gotyckiej. Na posadzce tak zwanej płyty wiślickiej (z lat około 1175–1177), przy stopniu dawnego ołtarza w krypcie zburzonego kościoła z XII wieku w Wiślicy, zachował się wizerunek rajskiego drzewa chronionego przez dwa lwy. Biblijne Drzewo Życia obrazuje także sklepienie palmowe nawy, wraz ze wspierającym je jednym, centralnym filarem gotyckiego kościoła Świętego Krzyża w Krakowie.

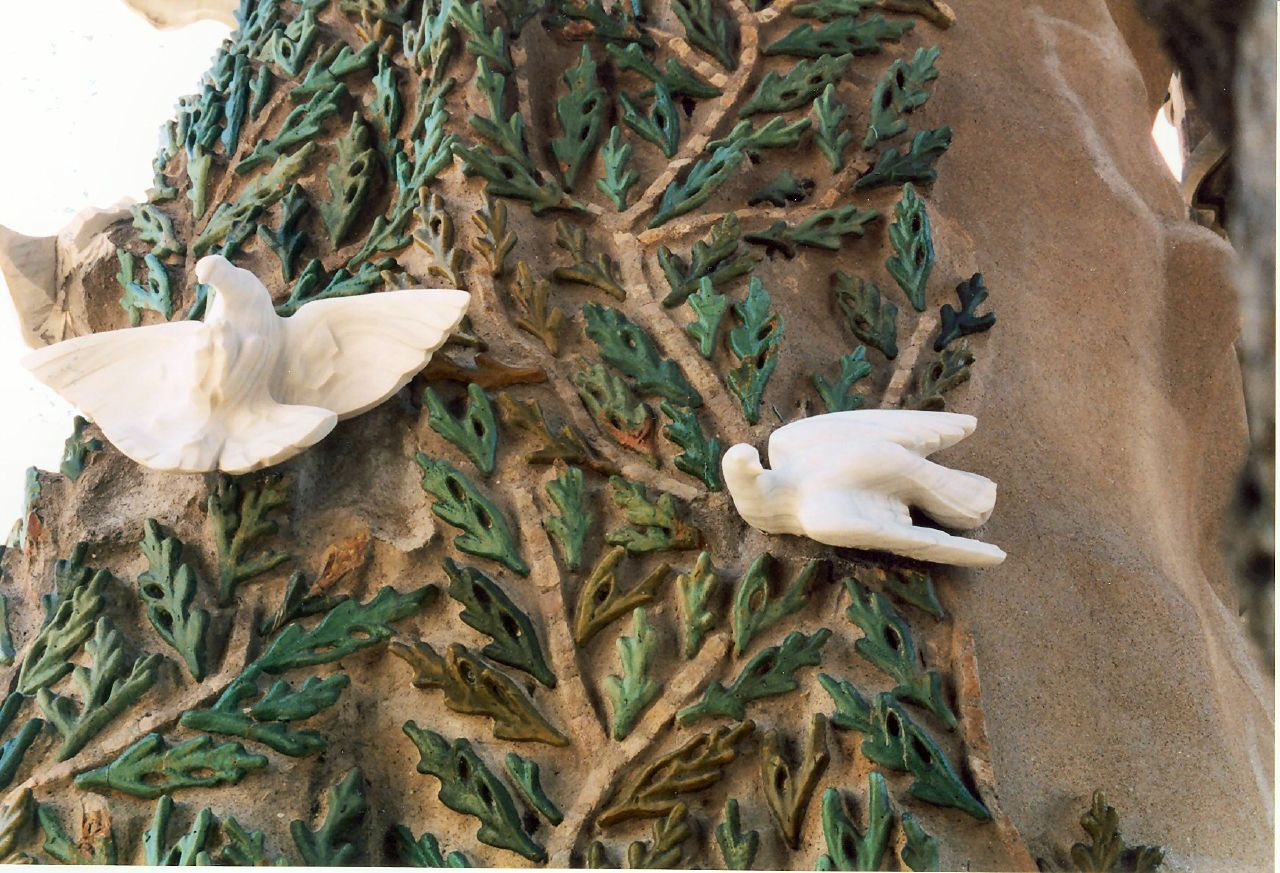
Rzeźba Drzewa Życia z białymi ptakami; fasada bazyliki Sagrada Família w Barcelonie

Wizje rajskiego drzewa żywota w jaśniejącym ogrodzie zostały opisane przez Annę Emmerich, XIX-wieczną niemiecką katolicką mistyczkę i wizjonerkę. Według jej opisów drzewo to miało rosnąć pośrodku wyspy położonej na rajskiej rzece: „Okrywało ono całą wyspę, a chociaż było bardzo szerokie, to czubek był zupełnie spiczasty. Gałęzie rozchodziły się prosto, a z tych gałęzi znowu nowe gałęzie jakby małe drzewka wznosiły się w górę. Liście były delikatne, owoce żółte leżały w liściastych łuszczkach jako pączek róży. Drzewo było podobne do cedrów. Nie przypominam sobie, jakobym przy owym drzewie kiedykolwiek Adama lub Ewę, albo jakie zwierzę widziała, natomiast widziałam tam przecudne, szlachetne, białe ptaszki, śpiewające w gałęziach tego drzewa. Było to drzewo żywota”.
Na przestrzeni wieków, motyw Drzewa Życia był regularnie poruszany przez pisarzy chrześcijańskich. Pisali o nim między innymi: Jan Chryzostom (IV w.), Augustyn z Hippony (IV/V w.), Teodoret z Cyru (V w.), Anzelm z Canterbury (XI/XII w.), Rupert z Deutz (XI/XII w.), Piotr Lombard (XII w.), Tomasz z Akwinu (XIII w.), Święty Bonawentura (XIII w.), Marcin Luter (XV/XVI w.), Jan Kalwin (XVI w.), Anna Emmerich (XIX w.). Leon XIII w encyklice Mirae caritatis (1902) wiązał „dobroć i miłość Zbawiciela, naszego Boga, dla ludzi” między innymi także i z Drzewem Życia, a Jan Paweł II komentował, że opisywane w Księdze Rodzaju Drzewo Życia, to symbol perspektywy życia z Bogiem bez końca.
Mircea Eliade, rumuński historyk religii i religioznawca, widzi w przypisywaniu krzyżowi znaczenia „Drzewa Życia” kontynuację mitu o Drzewie Kosmicznym, które zespala z sobą niebo i ziemię. Drzewo Życia postrzegane jako wzorzec kulturowy symbolizowało wieczne odradzanie się przyrody, a równocześnie przemijanie ludzkiego losu. Dla chrześcijan utożsamiane z nim drzewo Krzyża jest miejscem, w którym śmierć stała się początkiem życia.
Ruchy badackie uważają go tylko za symbol Bożej gwarancji życia wiecznego.

## Motyw Drzewa Życia w sztuce
Motyw Drzewa Życia był wykorzystywany w architekturze sakralnej. Schemat można zauważyć w rzutach niektórych gotyckich katedr (katedra w Chartres, katedra w Mediolanie). Na fasadzie bazyliki Sagrada Família w Barcelonie umieszczona została rzeźba Drzewa Życia w formie cyprysu. Na jego gałęziach umieszczono alabastrowe figurki białych gołębi. Obraz „Drzewo Życia” Gustava Klimta z 1909 roku, jest zaliczany do grona jego najbardziej rozpoznawalnych i najczęściej reprodukowanych prac.
Odwzorowanie Drzewa Życia z dwoma ptakami występuje także dość często w polskiej sztuce ludowej. Zdaniem dr Haliny Galery z Zakładu Botaniki Środowiskowej UW, prawdopodobnie do tego motywu odwołują się tradycyjne leluje – kurpiowskie wycinanki tworzone w oparciu o jedną, pionową oś i przybierające postać stylizowanego drzewka.
Motyw Drzewa Życia jest popularny w meksykańskiej sztuce ludowej, gdzie również jest tradycyjnie przedstawieniem biblijnego raju, tyle że z większym udziałem zwierząt natywnych dla Meksyku. Naukowcy widzą jednak korzenie tej tradycji nie tylko w Europie, ale także w wierzeniach przedhiszpańskich – Drzewo Życia miałoby być symbolem świętego drzewa kultur mezoamerykańskich będącego osią świata albo przedstawieniem mitycznej krainy Meszików Tlalocanu. Obecnie Drzewa Życia wykonywane są najczęściej z gliny, szczególnie wśród rękodzielników w miejscowościach Metepec oraz Izúcar de Matamoros. Figurki mierzą zazwyczaj po kilkadziesiąt centymetrów, ale zdarzają się także dzieła mierzące po kilka metrów. Współczesna tematyka drzew życia oprócz przedstawień raju, zahacza o takie tematy jak: tradycje Meksyku, stroje ludowe i karnawałowe, kuchnia meksykańska, Dzień Zmarłych.
W 2005 roku w Birmingham odsłonięty został pomnik upamiętniający śmierć 2.241 mieszkańców miasta, którzy zginęli podczas 77 nalotów bombowych w okresie między 8 sierpnia 1940, a 1943 rokiem. Rzeźba autorstwa Lorenzo Quinn przedstawia Drzewo Życia w stylizowanym kształcie wyciągniętych dłoni.
Nakręcony w 2011 roku film fabularny „Drzewo życia” (The Tree of Life) stawia pytanie o sens życia. W 84 edycji Nagród (Oskary) Amerykańskiej Akademii Sztuki i Wiedzy Filmowej obraz uzyskał nominacje w kategoriach: Najlepszy film, Najlepszy reżyser i Najlepsze zdjęcia, zaś na Międzynarodowym Festiwalu Filmowym w Cannes w 2011 roku został nagrodzony Złotą Palmą w kategorii Najlepszy film.

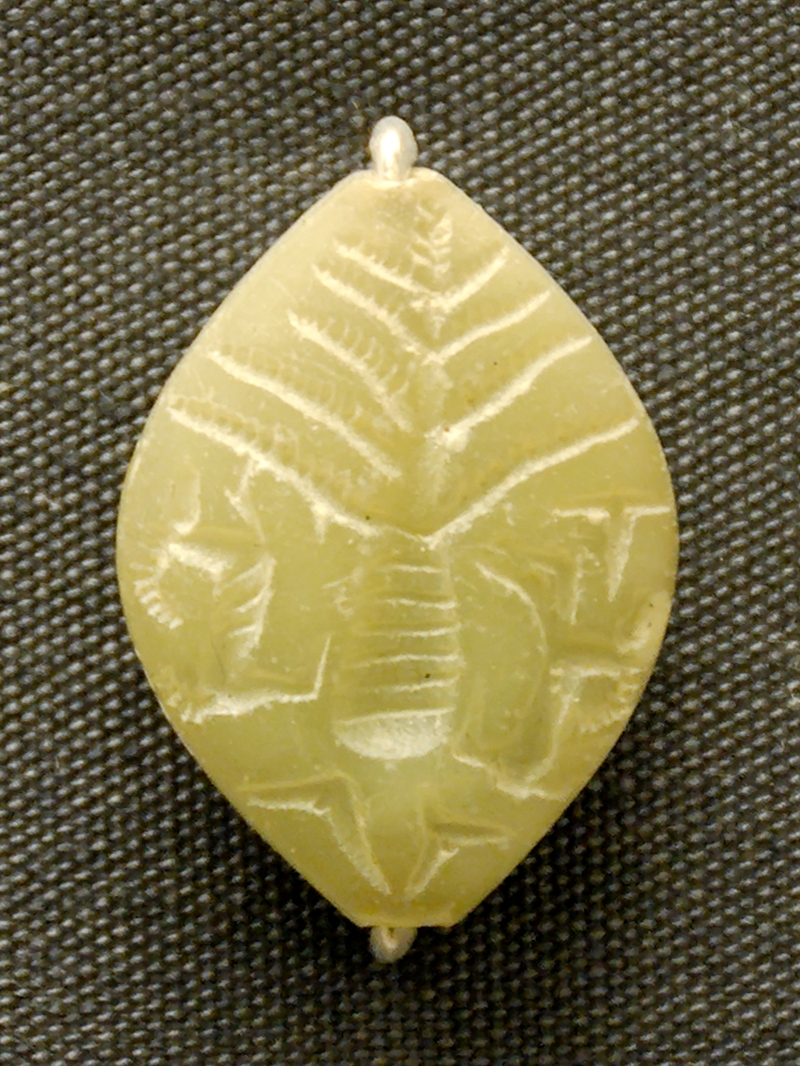
Grecki wisiorek ze zbiorów British Museum (sala 13: okres 1050–520 p.n.e.)
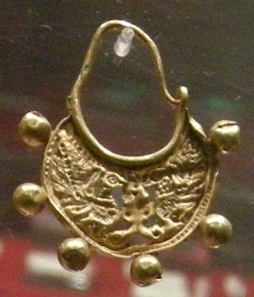
Złoty, bizantyński kolczyk z motywem Drzewa Życia i dwoma pawiami (VI-VII w., Museo civico medievale, Bolonia).
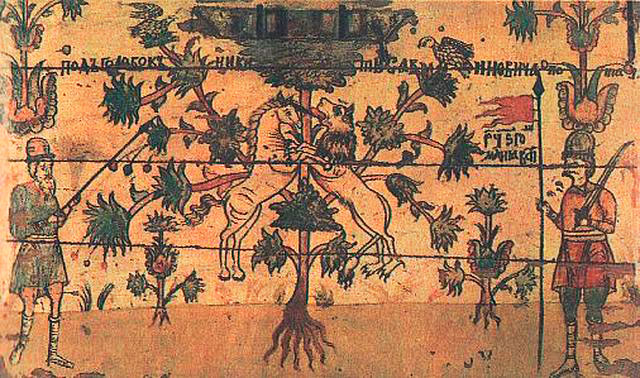
Drzewo Życia, po bokach lew i jednorożec. Rosja, Północna Dwina, Rejon Bork. (1688)
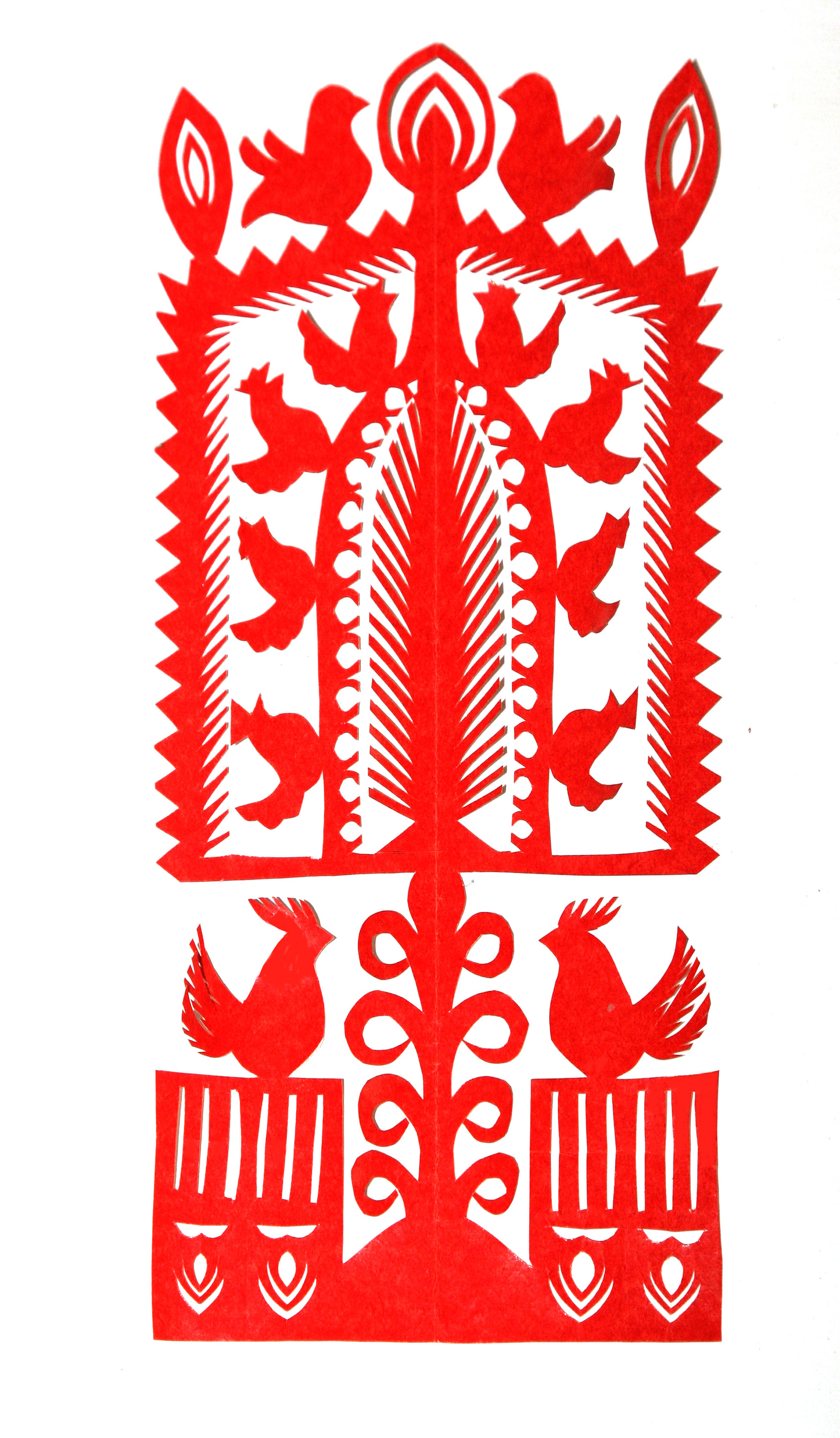
„Leluja” kurpiowska
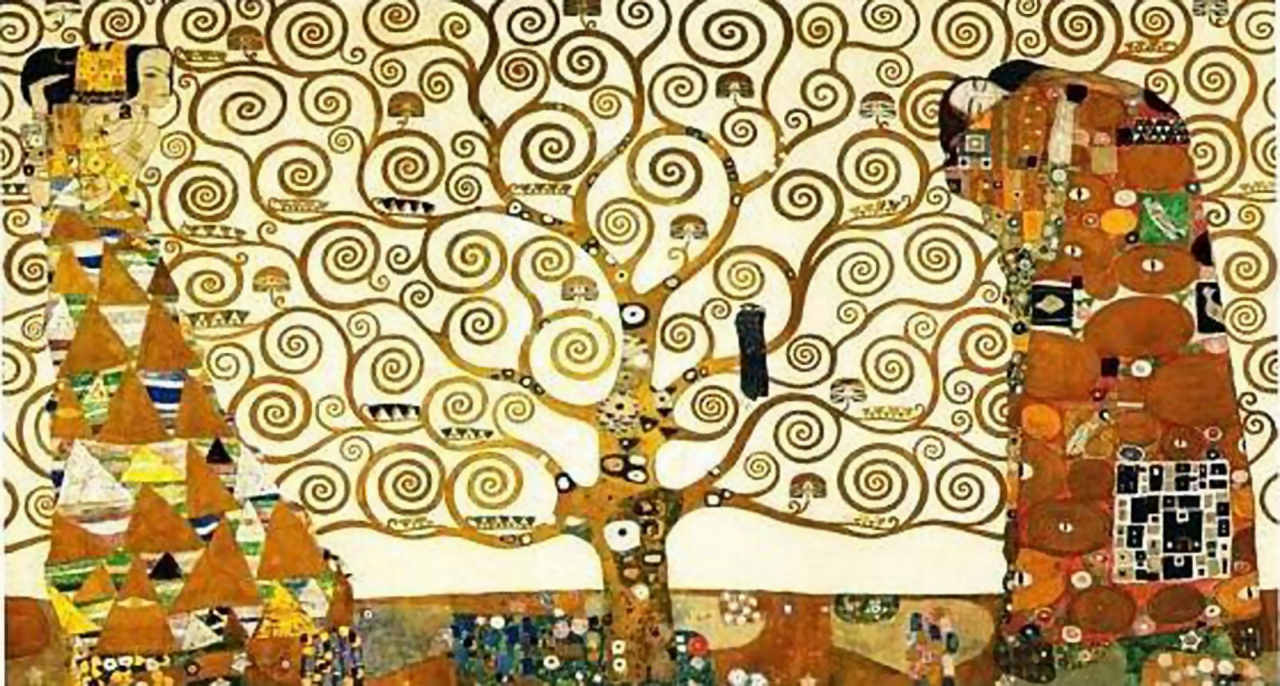
Gustav Klimt: „Drzewo Życia” (1909)
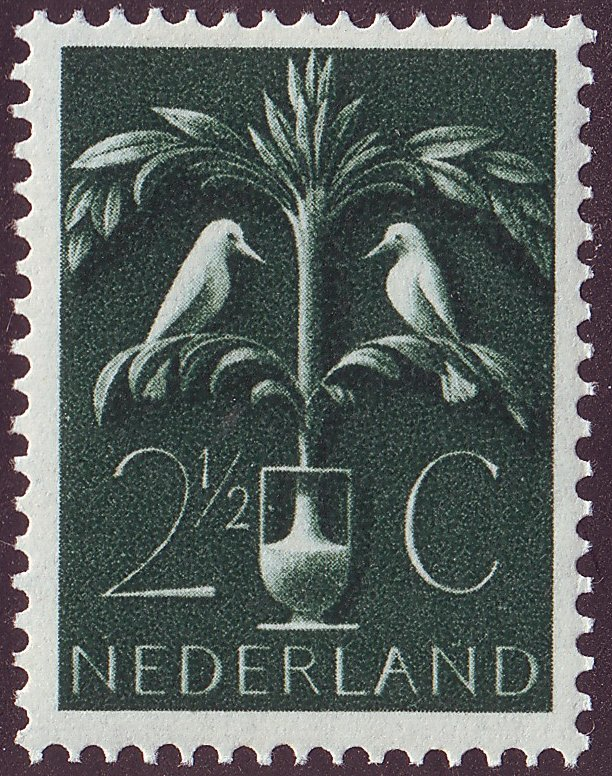
Holenderski znaczek pocztowy z 1943 roku.
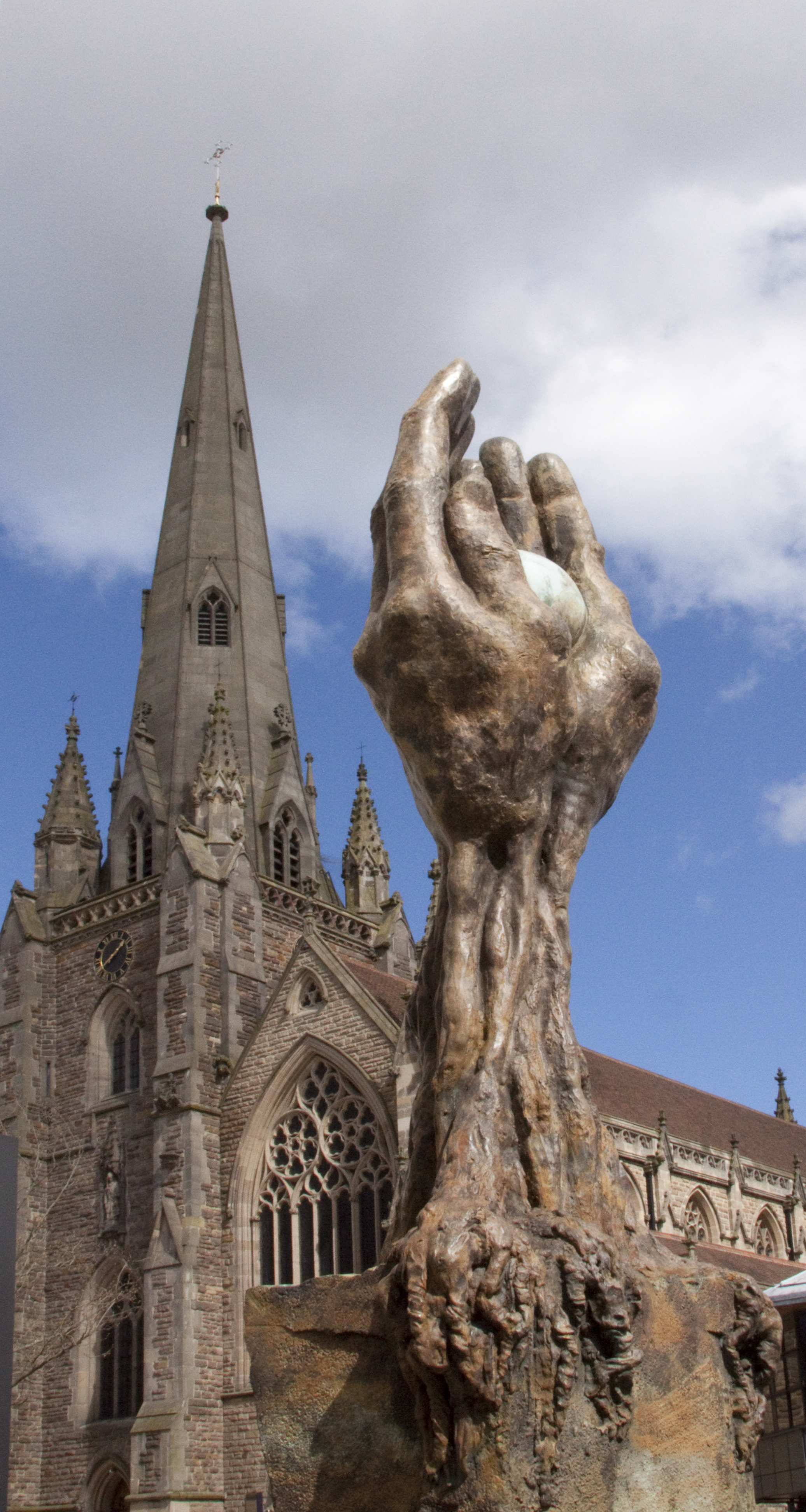
Birmingham: pomnik pamięci ofiar nalotów II wojny światowej
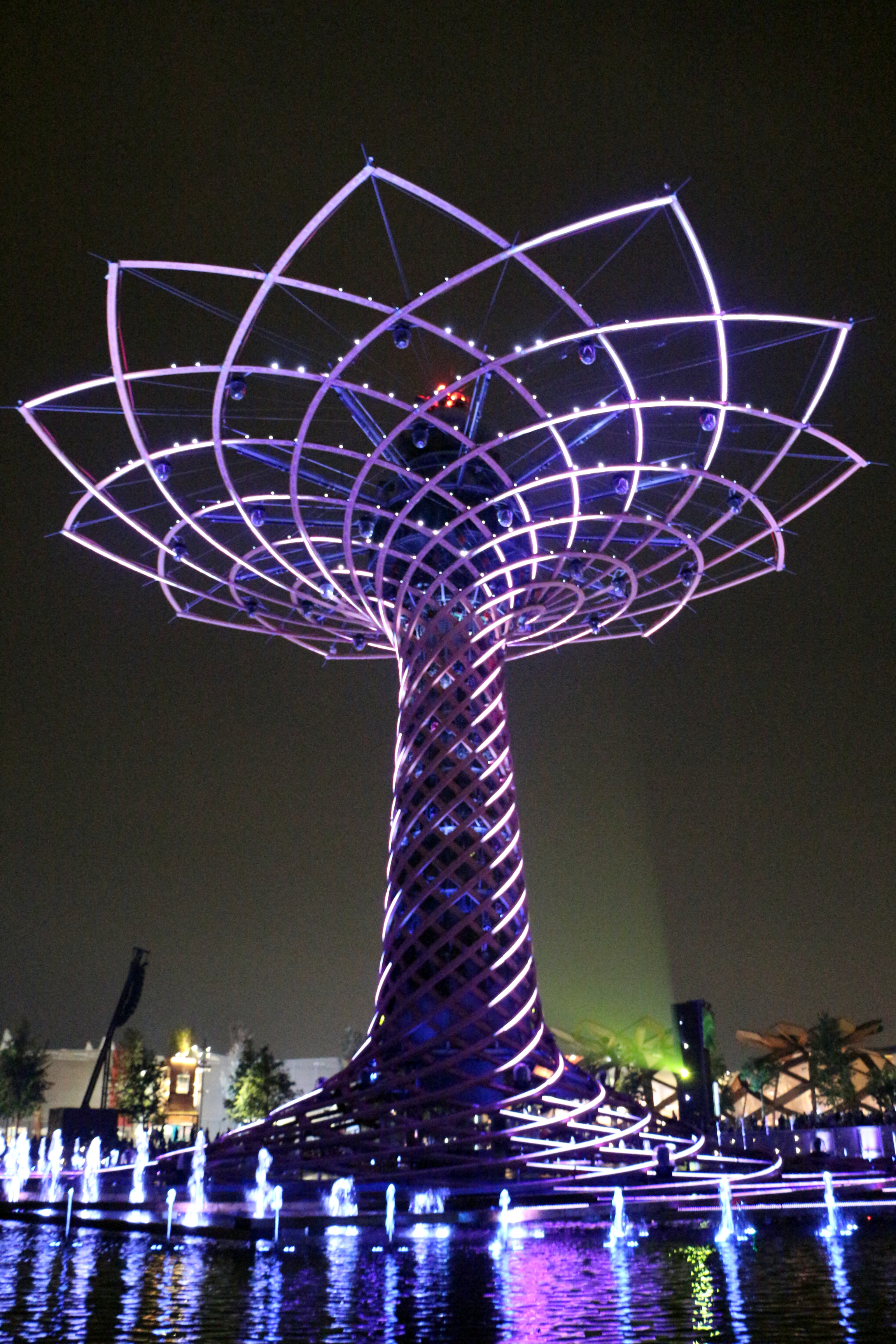
Drzewo Życia jako symbol pawilonu włoskiego Expo (Mediolan, 2015)
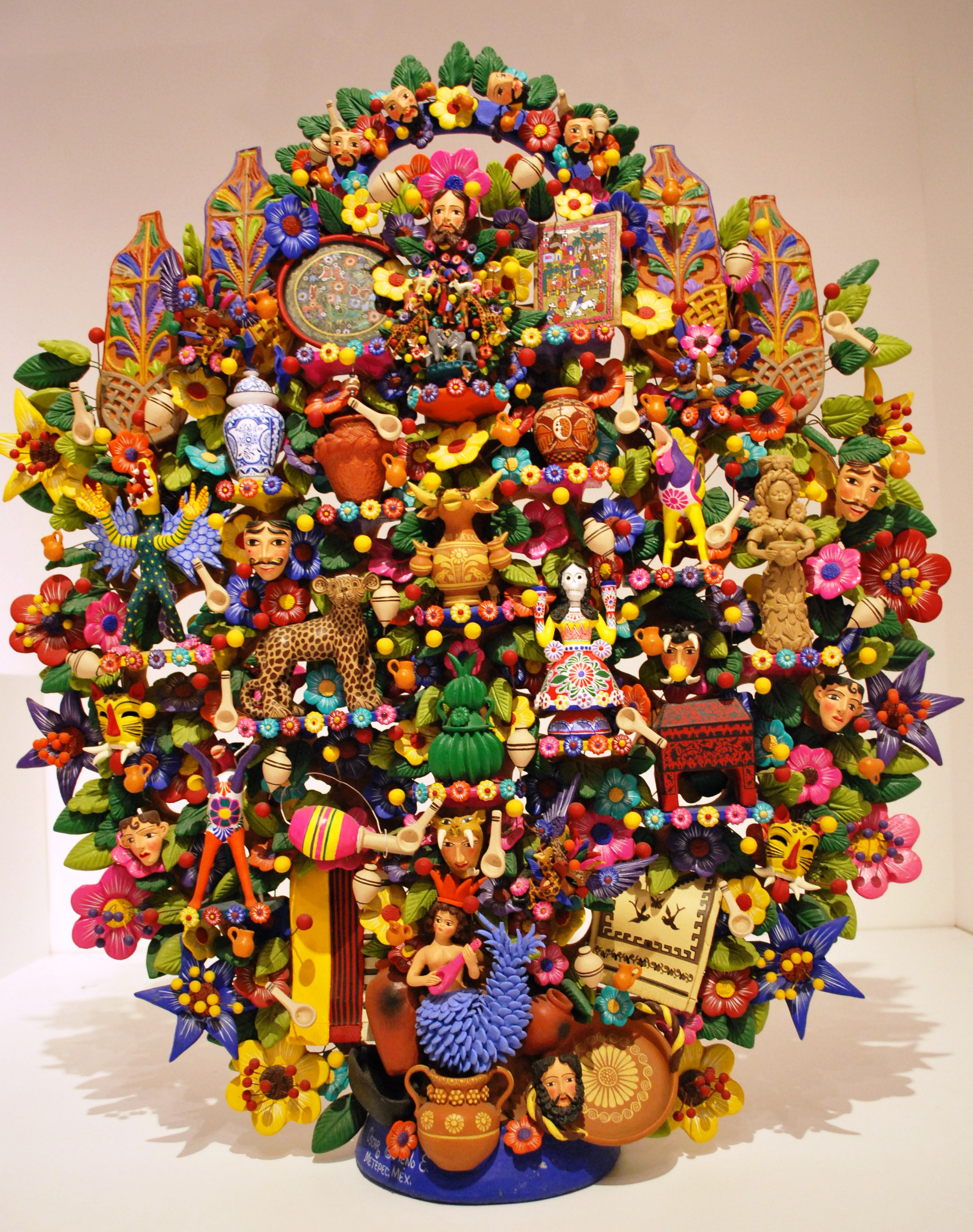
Meksykańskie drzewo życia, praca Oscara Soteny